# Détroit de Nelson (Îles Shetland du Sud)
Pour les articles homonymes, voir Détroit de Nelson.
Le détroit de Nelson (en anglais : Nelson Strait) est un détroit de 9 km de long et 9,8 km de large séparant l'île Robert et l'île Nelson dans les îles Shetland du Sud, en Antarctique. Le centre du détroit est situé à 62° 21′ 00″ S, 59° 17′ 00″ O. Il a été connu sous différents noms (« Harmony Strait », « King George’s Strait », « Parry’s Straits », « Davis’s Straits », « Détroit de Clothier » etc.), son nom actuel — probablement dérivé de l'île Nelson voisine — s'est imposé dans les cartes internationales.

## Histoire
Le détroit a été exploré au début du XIXe siècle par des phoquiers. Plusieurs expéditions se sont rendues dans la région pour le cartographier, une première fois Nathaniel Palmer dans le cadre d'une expédition américano-britannique en 1821, puis une expédition britannique en 1968, deux expéditions argentines en 1946 et 1980, deux expéditions chiliennes en 1951 et 1971, et une expédition bulgare de la côte occidentale en 2009.

## Cartes
- (en) Chart of South Shetland including Coronation Island, &c. dressée lors du voyage d'exploration mené par le commandant George Powell à bord du sloop Dove en 1821 et 1822. Échelle ca. 1:200000. Londres, Laurie, 1822.
- (en) L.L. Ivanov, Antarctica : Livingston Island and Greenwich, Robert, Snow and Smith Islands. Échelle 1:120000 carte topographique, Troyan, Manfred Wörner Foundation, 2009,  (ISBN 978-954-92032-6-4)
- (en) SCAR Composite Antarctic Gazetteer.